# A2 Key
Il A2 Key, in passato conosciuto come KET, (acronimo per Key English Test, "Esame chiave d'inglese"), rappresenta il secondo livello degli esami Cambridge Assessment English, dopo il livello A1. Chi supera tale esame è in grado di comunicare a livello semplice nel corso di un soggiorno in un paese anglofono. Chiunque voglia sostenere tale esame deve avere almeno una conoscenza basilare della grammatica inglese. Il A2 Key è l'esame precedente al B1 Preliminary e successivo al A1 Movers. Secondo il CEFR certifica una conoscenza di livello A2.

## Struttura
Si compone di quattro moduli, o "papers", che saggiano la familiarità del candidato con la lingua inglese in quattro abilità: questionario, Reading and Writing (Lettura e scrittura), Listening (Ascolto) e Speaking (Conversazione).
- Reading and Writing: Dura 1 ora, 50% dei punti totali.
- Listening: Dura 30 minuti (inclusi 6 minuti per ricopiare le risposte), 25% dei punti totali.
- Speaking: Dura 8-10 minuti per ogni coppia di studenti, 25% dei punti totali.

Ci sono cinque gradi: A (ex Pass with Distinction, il grado più alto, introdotto a settembre 2011 e cambiato nel 2020), B (Pass with Merit, promosso con lode), C (Pass, promosso), Narrow Fail (Appena insufficiente) e Fail (Non sufficiente).
- A (Pass with Distinction): 90% o più dei punti totali (in tal caso viene certificato il livello B1, il livello del B1 Preliminary)
- B (Pass with Merit): dall'85% all'89% dei punti totali.
- C (Pass): dal 70% all'84% dei punti totali.
- Narrow Fail: dal 40% al 69% dei punti totali (in tal caso viene certificato il livello A1)
- Fail: meno del 40% dei punti totali.

Le risposte dei papers, una volta terminata la sessione d'esame, vengono inviati a Cambridge e valutati dagli esperti. I risultati verranno comunicati dopo alcune settimane sul sito ufficiale, dove ogni studente può accedere con le credenziali che gli sono state fornite al momento dell'iscrizione all'esame.